# 5월 18일
5월 18일은 그레고리력으로 138번째(윤년일 경우 139번째) 날에 해당한다.

## 사건
- 1152년 - 노르망디 공작 앙리 2세와 아키텐 여공작 알리에노르 다키텐 결혼.
- 1268년 - 맘루크 술탄국의 5대 술탄 바이바르스가 이끄는 맘루크 무슬림 군이 안티오키아 점령하여 안티오키아 공국을 멸망시키고 학살하는 사건이 일어났다.
- 1804년 - 프랑스, 나폴레옹 보나파르트를 상원 의회가 프랑스의 황제로 선포하다.
- 1848년 - 독일 프랑크푸르트의 파울 교회에서 국민의회가 개원하다.
- 1896년 - 미국, 플레시 대 퍼거슨 사건에서 미국 연방 대법원이 공공 장소에서의 인종 격리를 법적으로 인정하다.
- 1910년 - 지구가 핼리 혜성의 꼬리를 통과하다.
- 1944년 - 제2차 세계 대전: 몬테카시노 전투가 연합군의 승리로 종결되다.
- 1961년 - 5.16 군사정변 이후 국가재건최고회의가 설립했다.
- 1968년 - 경상북도 안동시 문화극장 앞에서 육군 신영식 하사 수류탄 투척 사건이 발생했다.
- 1973년 - 소련의 항공기 Aeroflot Flight 109를 테러리스트가 납치하여 공중에서 폭발, 82명 승객 전원이 사망했다.
- 1974년 - 인도에서 핵실험 미소짓는 부처가 행해졌다.
- 1980년
  - 5·18 광주 민주화 운동이 일어났다. (~ 5월 27일)
  - 미국 워싱턴주 스카마니아군에서 세인트헬렌스산이 폭발하다.
- 1987년 - 대한민국 광주직할시 원각사에서 불교정토구현전국승가회 청년회원 80여 명이 5·18 광주희생민주영령 추모법회를 열던 중 전경 50여 명이 최루탄을 쏘면서 법당에 난입, 무차별 구타 연행하는 사건이 발생하다.
- 2009년 - 스리랑카의 반군 LTTE가 정부군에게 항복을 선언, 26년간 이어온 스리랑카 내전 종식.
- 2010년 - 반기문 유엔 사무총장이 코스타리카의 크리스티나 피게라스를 신임 기후변화에 관한 유엔 기본 협약(UNFCCC) 사무총장으로 지명했다.
- 2013년 - 대한민국 인천광역시 옹진군 백령도 남쪽 44km 해역에서 규모 4.9의 지진이 발생하였다.
- 2018년
  - 미국 텍사스주 산타페 고등학교에서 총격 사건이 발생해 10명이 사망했다.
  - 쿠바의 쿠바나 항공 972편 추락 사고가 발생해 112명이 사망했다.

## 문화
- 1949년 - 대한민국의 경희대학교가 개교하다.
- 1969년 - 미국의 아폴로 10호가 발사되다.
- 1988년 - 마이크로소프트에서 윈도우 2.1이 출시하였다.
- 1990년 - 프랑스의 TGV가 고속철도의 최고 기록인 시속 515.3km를 기록하다.
- 2000년 - 대한민국의 음악 그룹 젝스키스 공식 해체 선언하였다.
- 2004년 - 미국의 메이저 리그 베이스볼 선수 랜디 존슨이 애틀랜타 브레이브스를 상대로 퍼펙트 게임을 달성하다.
- 2012년 - 대한민국의 우주발사체인 아리랑 3호가 발사되다.

## 탄생
- 1048년 - 페르시아의 수학자 오마르 하이얌. (~1131년)
- 1868년 - 러시아의 18번째 군주, 마지막 황제 니콜라이 2세. (~1918년)
- 1872년 - 영국의 철학자 버트런드 러셀. (~1970년)
- 1889년 - 미국의 기계기술자, 화학자 토머스 미즐리 (~1944년)
- 1904년
  - 대한민국의 시인 이육사. (~1944년)
  - 프랑스의 추기경 프랑수아 마르티. (~1994년)
- 1913년 - 프랑스의 샹송가수 샤를 트레네. (~2001년)
- 1915년 - 대한민국의 시인 서정주. (~2000년)
- 1918년 - 일본의 야구인 후지모토 히데오. (~1997년)
- 1920년 - 폴란드의 교황 교황 요한 바오로 2세. (~2005년)
- 1922년 - 덴마크 태생 미국의 재즈 작곡가 카이 윈딩. (~1983년)
- 1924년 - 미국의 배우 프리실라 포인터. (~2025년)
- 1926년 - 대한민국의 정치인 우희창. (~1997년)
- 1927년 - 프랑스의 축구인 시몽 짐니. (~2007년)
- 1934년 - 미국의 영화배우 두아인 히크먼. (~2022년)
- 1937년 - 미국의 야구 선수 브룩스 로빈슨. (~2023년)
- 1939년 - 독일의 물리학자 페터 그륀베르크. (~2018년)
- 1941년 - 미국의 영화배우 다이안 맥베인. (~2022년)
- 1943년 - 대한민국의 소설가 서영은.
- 1946년 - 미국의 전 야구 선수 레지 잭슨.
- 1947년 - 아일랜드의 정치인 존 브루턴. (~2024년)
- 1948년 - 대한민국의 문학인 이문열.
- 1949년 - 페루의 축구인 우고 소틸. (~2024년)
- 1954년 - 대한민국의 국회의원 김상희.
- 1955년
  - 영국의 기업인 파하드 모시리.
  - 홍콩의 배우 주윤발.
- 1958년 - 대한민국의 전 야구 선수 김성한.
- 1959년 - 대한민국의 가수 김흥국.
- 1960년
  - 핀란드의 전 아이스하키 선수 야리 쿠리.
  - 프랑스의 전직 테니스 선수, 가수 야니크 노아.
- 1962년
  - 대한민국의 국회의원 전해철.
  - 대한민국의 축구 감독 윤성효.
- 1963년 - 대한민국의 배우 한경선. (~2015년)
- 1964년 - 일본의 성우, 배우 나리타 켄.
- 1965년 - 대한민국의 정치인 정청래.
- 1968년 - 오스트리아의 알파인 스키선수 토마스 시코라.
- 1969년
  - 대한민국의 가수 김민우.
  - 미국의 가수 마티카.
  - 일본의 싱어송라이터 마키하라 노리유키.
- 1970년
  - 대한민국의 가수 최연제.
  - 미국의 작가, 희극인, 배우 티나 페이.
- 1971년
  - 대한민국의 배우 박노식.
  - 미국의 전 축구 선수 브래드 프리델.
  - 쿠바의 펜싱 선수 엘비스 그레고리.
- 1972년 - 대한민국의 배우 차명욱. (~2018년)
- 1974년 - 대한민국의 배우 김세아.
- 1975년 - 미국의 싱어송라이터 잭 존슨.
- 1976년 - 대한민국의 전 배우 성우진.
- 1978년
  - 미국의 전 야구 선수 마커스 자일스.
  - 포르투갈의 축구 선수 히카르두 카르발류.
  - 대한민국의 트로트 가수 김민채.
- 1979년 - 슬로베니아의 축구 선수 밀리보예 노바코비치.
- 1980년 - 우루과이의 축구 선수 디에고 페레스.
- 1981년
  - 태국의 배우, 모델 써니 수완메타논트.
  - 태국의 권투 선수 워라폿 펫쿰.
- 1982년 - 대한민국의 배우 임주환.
- 1983년
  - 대한민국의 희극인 김대성.
  - 잉글랜드의 전 축구 선수 게리 오닐.
  - 대한민국의 미스코리아 이지선.
- 1984년
  - 대한민국의 희극인 홍순목.
  - 멕시코의 야구 선수 호아킴 소리아.
  - 슬로바키아의 축구 선수 카밀 코푸네크.
- 1985년 - 대한민국의 배우 송진우.
- 1986년 - 남아프리카 공화국의 전 테니스 선수 케빈 앤더슨.
- 1987년
  - 대한민국의 전직 축구 선수 김상우.
  - 대한민국의 바둑 기사 김수진.
  - 영국의 싱어송라이터 조 브룩스.
  - 이집트의 역도 선수 타리크 야히아.
- 1988년
  - 일본의 배우 세토 코지.
  - 대한민국의 배우 이가현.
  - 대한민국의 음악가 태양. (빅뱅)
  - 대한민국의 싱어송라이터 40.
- 1989년
  - 프랑스의 축구 선수 외제니 르 소메르.
  - 대한민국의 배우 이예은.
  - 미국의 야구 선수 제러드 호잉.
  - 대한민국의 배우 이정아.
- 1990년
  - 대한민국의 전 가수, 배우 허가윤.
  - 일본의 축구 선수 오사코 유야.
- 1991년 - 이라크의 축구 선수 잘랄 하산.
- 1992년
  - 대한민국의 축구 선수 박성호.
  - 대한민국의 가수 혜진 (힌트).
- 1993년
  - 일본의 배우 이리에 진기.
  - 오스트레일리아의 탐험가 제시카 왓슨.
  - 대한민국의 가수 킴 (러버소울).
  - 대한민국의 컬링 선수 김선영.
  - 대한민국의 가수 야삐.
- 1994년 - 대한민국의 가수 지동국.
- 1995년 - 브라질의 축구 선수 탈리스 리마 지 콘세이상 페냐. (~2019년)
- 1996년
  - 미국의 배우 바이올렛 빈.
  - 대한민국의 리그 오브 레전드 프로게이머 뱅.
- 1998년
  - 대한민국의 야구 선수 박성환.
  - 미국의 피겨 스케이팅 선수 폴리나 에드먼즈.
- 1999년 - 벨기에의 가수 라우라 옴룹.
- 2000년
  - 대한민국의 가수 온다. (에버글로우)
  - 잉글랜드의 축구 선수 라이언 세세뇽.
- 2001년
  - 나이지리아의 배우 가니도 가으니쇼.
  - 대한민국의 래퍼 호치키스.
- 2002년
  - 대한민국의 가수 유시온.
  - 러시아의 피겨 스케이팅 선수 알리나 자기토바.
- 2003년 - 대한민국의 가수 배드 크런치.

### 미상
- 대한민국의 가수 병호.

## 사망
- 978년 - 신라의 제56대 군주 경순왕. (897년~)
- 1160년 - 스웨덴의 국왕 에리크 9세. (1120년~)
- 1567년 - 조선의 최초 부대부인, 하동부대부인. (1530년~)
- 1799년 - 프랑스의 극작가 피에르 보마르셰. (1732년~)
- 1800년 - 러시아 제국의 명장 알렉산드르 수보로프. (1729년~)
- 1866년 - 조선의 가톨릭 순교자 손자선. (1844년~)
- 1911년 - 오스트리아의 작곡가, 지휘자 구스타프 말러. (1860년~)
- 1932년 - 독일의 법학자 에른스트 폰 벨링. (1866년~)
- 1963년 - 대한민국의 최초 피부과 의사 오긍선. (1878년~)
- 1973년 - 미국의 최초 여성 국회의원 지넷 랜킨. (1880년~)
- 1980년 - 영국의 펑크 밴드 조이 디비전의 보컬 이언 커티스. (1956년~)
- 1993년 - 대한민국의 배우 김희갑. (1932년~)
- 1995년 - 미국의 다이빙 선수 도로시 포인턴 힐. (1915년~)
- 2007년 - 프랑스의 물리학자, 노벨 물리학상 수상자 피에르질 드 젠. (1932년~)
- 2009년
  - 대한민국의 관료 겸 정치가 윤석천. (1935년~)
  - 미국의 미키 마우스 3대 성우인 웨인 올와인. (1947년~)
  - 미국의 랩퍼 돌라. (1987년~)
- 2013년
  - 대한민국의 국무총리, 정치인 남덕우. (1924년~)
  - 러시아의 영화 감독 알렉세이 발라바노프. (1959년~)
- 2017년 - 미국의 가수 크리스 코넬. (1964년~)
- 2019년 - 대한민국의 공무원 권영각. (1931년~)
- 2021년
  - 대한민국의 성우 김호성. (1969년~)
  - 이탈리아의 가수 프랑코 바티아토. (1945년~)
  - 미국의 영화배우 찰스 그로딘. (1935년~)
- 2023년
  - 오스트리아의 영화배우 헬무트 베르거. (1944년~)
  - 미국의 영화배우 짐 브라운. (1936년~)
- 2024년 - 미국의 역학자 피터 벅스턴. (1937년~)
- 2025년 - 대한민국의 정치인 이용기. (1986년~)

## 기념일
- 부처님 오신 날 - 1994년, 2040년
- 5·18 광주 민주화 운동 기념일
- 국제 박물관의 날(International Museum Day)
- 세계 에이즈 백신의 날(World AIDS Vaccine Day)
- Piedras 전투 기념일(Battle of Las Piedras Day): 우루과이
- 독립기념일: 소말릴란드, 1991년에 독립을 선언했으나 아직 승인받지는 못함(unrecognized).

## 같이 보기
- 전날: 5월 17일 다음날: 5월 19일 - 전달: 4월 18일 다음달: 6월 18일
- 음력: 5월 18일
- 모두 보기